# Heinz Hörath
Heinz Hörath (* 27. Februar 1932) ist ein ehemaliger deutscher Fußballspieler.

## Sportlicher Werdegang
Hörath spielte in den 1950er Jahren für den FC Bayern Hof, mit dem er 1959 in die erstklassige Oberliga Süd aufstieg. Dort bestritt er bis 1962 an der Seite von Spielern wie Alfred Horn, Klaus Fischer, Siegfried Stark, Paul Richter, Heinz Murrmann und Siegfried Werner 59 Erstligaspiele, in denen der Defensivspezialist ein Tor erzielte. In der Spielzeit 1961/62 erreichte er mit der Mannschaft den sechsten Tabellenplatz, das beste Ergebnis der Vereinsgeschichte bis dato. Dennoch verließ er den Klub und schloss sich dem Aufsteiger und Ligakonkurrenten TSG Ulm 1846 an. Am Ende der Spielzeit 1962/63, in der er sechs Ligaspiele für die „Spatzen“ bestritten hatte, verpasste er zwar die Qualifikation für die Bundesliga, der Klub trat fortan in der zweitklassigen Regionalliga Süd an.